# The Last Farewell
The Last Farewell är en sång skriven av Roger Whittaker 1971. Roger sjöng själv sången som blev mycket populär. Det har skrivits två svenska texter av sången. En heter Ännu kan en sjöman längta hem, med text på svenska av Östen Warnerbring, som spelades in av bland andra honom själv på hans självbetitlade album 1976. samt av Vikingarna 1977 på albumet Kramgoa låtar 5. En annan text har använts som AIK:s kampsång Å vi e AIK 1986.

## Listplacering
| Lista (1975-1976) | Topplacering |
| ----------------- | ------------ |
| Nederländerna     | 19           |
| Norge             | 1            |
| Nya Zeeland       | 3            |
| Storbritannien    | 2            |
| Österrike         | 19           |

### Fotnoter
1. ↑  ”Östen Warnerbring”. Svensk mediedatabas. 13 mars 1976. http://smdb.kb.se/catalog/id/001885304. Läst 3 november 2011.
2. ↑  ”Kramgoa låtar 5”. Svensk mediedatabas. 13 mars 1977. http://smdb.kb.se/catalog/id/001887049. Läst 3 november 2011.
3. ↑  ”Mot nya mål”. Svensk mediedatabas. 13 mars 1986. http://smdb.kb.se/catalog/id/001485945. Läst 3 november 2011.
4. ↑  ”The Last Farewell” (på engelska). Dutchcharts. 13 mars 1975. http://dutchcharts.nl/showitem.asp?interpret=Roger+Whittaker&titel=The+Last+Farewell&cat=s. Läst 3 november 2011.
5. ↑  ”The Last Farewell” (på engelska). Norwegiancharts. 13 mars 1975. http://norwegiancharts.com/showitem.asp?interpret=Roger+Whittaker&titel=The+Last+Farewell&cat=s. Läst 3 november 2011.
6. ↑  ”The Last Farewell” (på engelska). Austriancharts. 13 mars 1975. Arkiverad från originalet den 9 februari 2013. https://web.archive.org/web/20130209133539/http://charts.org.nz/showitem.asp?interpret=Roger+Whittaker&titel=The+Last+Farewell&cat=s. Läst 3 november 2011.
7. ↑  ”Listplacering”. Arkiverad från originalet den 25 maj 2012. https://archive.is/20120525173043/http://www.chartstats.com/release.php?release=6574. Läst 3 november 2011.
8. ↑  ”The Last Farewell” (på engelska). Austriancharts. 13 mars 1975. http://austriancharts.at/showitem.asp?interpret=Roger+Whittaker&titel=The+Last+Farewell&cat=s. Läst 3 november 2011.